# آندری هرنچیار
آندری هرنچیار (انگلیسی: Andrej Hrnčiar؛ زادهٔ ۱۰ ژوئیهٔ ۱۹۷۳) بازیگر و سیاستمدار اهل کشور اسلواکی است.